# 6 Pułk Piechoty (Księstwo Warszawskie)
6 Pułk Piechoty – oddział piechoty Armii Księstwa Warszawskiego.

## Formowanie i zmiany organizacyjne
Sformowany w 1806 w Dobrcu pod Kaliszem. Pod koniec 1809 roku pułk liczył 2673 żołnierzy. Według etatu z 1810 roku, pułk składał się ze 27 osobowego sztabu i trzech batalionów piechoty po 6 kompanii. Sztaby batalionów liczyć miały 4 osoby, a kompanie 136 żołnierzy. W sumie w pułku powinno służyć 2487 żołnierzy. Faktycznie stan osobowy oddziału był nieco mniejszy.
Zgodnie z zarządzeniem Napoleona z 17 maja 1811 roku, na terenie Księstwa Warszawskiego utworzono trzy dywizje. Pułk wszedł w skład 2 Dywizji.
W czasie przygotowań do inwazji na Rosję 1812 roku pułk włączony został w strukturę 17 Dywizji Jana Henryka Dąbrowskiego z V Korpusu Wielkiej Armii ks. Józefa Poniatowskiego.
Po abdykacji Napoleona, car Aleksander I wyraził zgodę na odesłanie oddziałów polskich do kraju. Miały one stanowić bazę do tworzenia Wojska Polskiego pod dowództwem wielkiego księcia Konstantego. 13 czerwca 1814 roku pułkowi wyznaczono miejsce koncentracji w Siedlcach.

## Żołnierze pułku
Pułkiem dowodzili:
- płk Maciej Sobolewski,
- płk Ignacy Zieliński,
- płk Jan Kanty Julian Sierawski (od 19 stycznia 1809).

## Bitwy i potyczki
- Raszyn (19 kwietnia 1809)
- Radzymin (25 kwietnia 1809)
- Góra (3 i 30 maja 1809)
- Sandomierz (1812)
- Sandomierz (13 i 17 maja 1809)
- Zamość (20 maja 1809)
- Wrzawa (12 czerwca 1809)
- obrona Sandomierza, Borysów (21 listopada 1812)
- Hrubieszów (4 grudnia 1812),
- obrona Zamościa (1813)

## Mundur
Przepis ubiorczy z 3 września 1810 roku nie doprowadził jednak do całkowitego ujednolicenia munduru piechoty. Niektóre pułki dość  znacznie różniły się od ustaleń regulaminowych.
W 6 pułku piechoty były to bermyce grenadierów bez daszka, blachy i granatu; kordony pąsowe.

## Chorągiew
Chorągiew 6 pułku piechoty z 1807 roku
Na bławacie z tkaniny jedwabnej karmazynowej o wymiarach 50 cm X 54 cm orzeł polski, haftowany jedwabiem białym. Korona, dziób, berło i jabłko haftowane nićmi żółtymi. Takimiż nićmi haftowany napis: „PUŁK SZUSTY”. Wkoło frędzle z jedwabiu żółtego.
Muzeum Czartoryskich w Krakowie.